# Elena Ferrante
Elena Ferrante (1943.) talijanska književnica koja piše pod pseudonimom, stvarni identitet nepoznat je javnosti. Iako je proglašavana najvažnijom talijanskom književnicom svoje generacije, svoj identitet i dalje skriva od objave svojega prvog romana 1992. godine.

## Karijera
Ferrante je autorica desetak romana, od kojih je najpoznatiji Dani zaborava (I giorni dell'abbandono). Njezini "Napuljski romani" su tetralogija o dvjema prijateljicama iz Napulja koje nastoje izgraditi svoje živote u brutalnoj napuljskoj sredini. Tetralogiju čine romani Genijalna prijateljica (2011.), Priča o novom prezimenu (2012.), Priča o onima koji bježe i onima koji ostaju (2013.) i Priča o izgubljenoj djevojčici (2014.), od kojih je posljednji predložen za talijansku književnu nagradu Strega.  Napuljska tetralogija ekranizirana je 2018. godine u produkciji HBOa. pod nazivom Genijalna prijateljica (L'amica geniale).
Tri su njezina romana ekranizirana: Uznemirujuća ljubav (L'amore molesto) je u film Nasty Love, čiji je režiser Mario Martone, a Dani zaborava su ekranizirani pod istim naslovom u režiji Roberta Faenze. Mračna kći (La figlia oscura) ekranizirana je u filmu The Lost Daughter, u režiji glumice Maggie Gyllenhaal, s Oliviom Colman u glavnoj ulozi.  U svojoj publicističkoj knjizi Fragmenti (La frantumaglia 2003), Ferrante progovara o svojemu spisateljskom iskustvu.
Ferrante je svoje skrivanje identiteta objasnila sljedećim riječima: „Vjerujem da knjige, jednom kad su napisane, nemaju potrebe za svojim autorima. Ako imaju što poručiti, prije ili kasnije, naći će svoje čitatelje; ako nemaju – neće... Osim toga, zar promocija ne košta? Bit ću autor koji će najmanje koštati vašu izdavačku kuću. Poštedjet ću vas čak i svoje prisutnosti.“
Postoje različite pretpostavke o Ferrantinom identitetu. U svojemu članku za The New Yorker James Wood ističe da se u svojoj prepisci s novinarima Ferrante predstavlja kao majka, čime implicira kako uistinu jest žena.
Dani zaborava prvi je njezin roman preveden na hrvatski jezik (Profil, 2015.). Roman je s talijanskoga prevela Ana Badurina.

## Djela

### Romani
- L'amore molesto (1992.; hrvatski prijevod Mučna ljubav, Profil, 2019., prevela Ana Badurina)
- I giorni dell'abbandono (2002.; hrvatski prijevod Dani zaborava, Profil, 2015., prevela Ana Badurina)
- La figlia oscura (2006.; hrvatski prijevod Mračna kći, Profil, 2021. prevela Ana Badurina)
- L'amica geniale (2011.; hrvatski prijevod Genijalna prijateljica, Profil, 2016., prevela Ana Badurina)
- Storia del nuovo cognome, L'amica geniale volume 2 (2012.; hrvatski prijevod Priča o novom prezimenu, Profil, 2017., prevela Ana Badurina)
- Cronache del mal d'amore (2012.)
- Storia di chi fugge e di chi resta, L'amica geniale volume 3 (2013.; hrvatski prijevod Priča o onima koji bježe i onima koji ostaju, Profil, 2018., prevela Ana Badurina)
- Storia della bambina perduta, L'amica geniale volume 4 (2014.; hrvatski prijevod Priča o izgubljenoj djevojčici, Profil, 2018., prevela Ana Badurina)
- L'amica geniale, kompletna edicija
- La vita bugiarda degli adulti, (2019.; hrvatski prijevod Lažljivi život odraslih, Profil, 2020. prevela Ana Badurina)

### Priče za djecu
- La spiaggia di notte (2007.)

### Eseji
- La frantumaglia (2003.)
- L'invenzione occasionale (2019.)
- I margini e il dettato (2021. ; hrvatski prijevod Na marginama, O užitku čitanja i pisanja, Profil, 2023. prevela Ana Badurina)

## Filmografija

### Filmovi temeljeni na njezinim djelima
- L'amore molesto (1995.)
- I giorni dell'abbandono (2005.)
- Mračna kći (2021.)

### Serije temeljeni na njezinim djelima
- Genijalna prijateljica (2018. - još traje)
- Lažljivi život odraslih (2023.)

## Vanjske poveznice
- http://elenaferrante.com Službena internetska stranica Elene Ferrante (engl.)
- Dragan Jurak, Dani oslobađanja, objavljeno 12. siječnja 2015., prikaz knjige
- "Elena Ferrante's Troubling Love" – prikaz knjige (engl.)
- The unknown great  Arhivirana inačica izvorne stranice od 10. lipnja 2016. (Wayback Machine) – The Sunday Times (engl.)
- Wood, James. 21. siječnja 2013. Women on the Verge: The Fiction of Elena Ferrante. The New Yorker. Pristupljeno 13. lipnja 2015. (engl.)
- Fischer, Molly. 4. rujna 2014. Elena Ferrante and the Force of Female Friendships. The New Yorker. Pristupljeno 13. lipnja 2015. (engl.)